# Языки Ватикана
Ватикан — город-государство, возникшее в 1929 году.
В Ватикане отсутствует установленный законом официальный язык. Тем не менее, в соответствии с параграфом 2 Legge sulle fonti del diritto от 7 июня 1929 года, законы и правовые акты государства публикуются на итальянском языке (такие как Supplemento per le leggi e disposizioni dello Stato della Citta del Vaticano — приложение к Acta Apostolicae Sedis).
На официальном сайте Ватикана используются, помимо итальянского, английский, французский, испанский и немецкий языки, но не латинский и португальский, используемые на официальном сайте Святого Престола.
В пределах государства используется большое количество языков. Так, солдаты Ватиканской швейцарской гвардии приносят клятву на официальном языке их родного кантона: немецком, французском или итальянском. Газета Святого Престола L’Osservatore Romano, публикуемая в Италии, издается на английском, немецком, французском, польском, португальском и испанском языках. В июле 2008 года к ним присоединился малаялам.
Наиболее важные документы Святого Престола, опубликованные в Acta Apostolicae Sedis, написаны на латинском языке. С момента возникновения государства акты пишутся также на итальянском, греческом, немецком и французском языках.